# Петухов, Евгений Вячеславович
Евге́ний Вячесла́вович Петухо́в (1863, Томск — 1948, Симферополь) — русский советский филолог, историк литературы, лингвист-русист, педагог. Знаток древнерусской словесности, автор обобщающего труда «Русская литература» и фундаментальной истории Юрьевского (Дерптского) университета. Член-корреспондент Петербургской академии наук, Российской академии наук (1917—1925) и АН СССР.

## Биография
Родился 6 (18) февраля 1863 года в Томске в семье конторщика винокуренного завода — был старшим из трёх детей: брат Василий умер в младенстве, ещё была сестра Зоя. Крещён был в церкви села Басандайки. Его детство прошло в селе Алчедат Мариинского уезда. После деревенской школы было уездное училище, а дальше — Томская гимназия (с 1873 года), которую он окончил в 1881 году с золотой медалью.
Поступил на историко-филологический факультет Императорского Санкт-Петербургского университета, который окончил кандидатом в 1885 году. В последние годы обучения под руководством Я. К. Грота участвовал в составлении «Словаря русского языка» и одновременно с этим собирал материал для своей магистерской диссертации. Темой он, по совету М. И. Сухомлинова, выбрал проповеди Серапиона Владимирского и, сразу после окончания университета, три месяца провел в Троице-Сергиевой лавре, где хранились рукописи этого духовного писателя, а затем ещё три месяца работал в московских книгохранилищах. В 1886 году он напечатал в Академии наук свою первую научную работу о «Златоустах», к осени 1887 года закончил свою магистерскую диссертацию и 8 мая 1888 года защитил её в Петербургском университете, где и стал преподавать в качестве приват-доцента. Также он читал историю русского языка на Высших женских курсах и преподавал в Мариинском институте. Был направлен в командировку за границу в Чехию и Словакию, находившимся в то время в составе Австро-Венгерской империи.
По возвращении в Россию в 1889 году получил предложение из Нежина и возглавил кафедру русской словесности в Институте князя Безбородко, где проработал шесть лет. Позже он жалел, что уехал в провинцию.
С 1895 года преподавал в качестве профессора Юрьевского университета. В 1902 году, когда отмечалось столетие университета, написал два тома истории Дерптского университета за сто лет его существования. За этот труд, созданный непрофессиональным историком, он был награждён орденами Св. Анны 2-й степени и Св. Владимира 4-й степени.
В 1918 году университет был эвакуирован в Воронеж, где Петухов создал и возглавил кафедру русской литературы университета, однако уже в 1919 году покинул Воронеж вместе с Белой армией и перебрался в Симферополь, где прожил до конца жизни.
Был профессором Таврического университета. В 1920 году некоторые профессора университета уехали в эмиграцию (Н. Н. Алексеев, Г. В. Вернадский, П. И. Новгородцев), а Петухов остался на родине. В 1927 году в Симферополе было торжественно отмечено 40-летие научно-педагогической деятельности Е. В. Петухова. А в 1931 году он попал под огонь большевистской критики за статью «О смерти Грибоедова. Грибоедов и Пушкин» и был уволен из Крымского педагогического института (был образован в 1925 года из университета). В 1939 году Петухов вернулся в институт.
Скончался в Симферополе 2 ноября 1948 года.
Имел сына, который погиб в ГУЛАГе.